# Jydbæk
Jydbæk (tysk: Jübek) er en landsby og kommune beliggende nordvest for Slesvig by ved åen af samme navn på gesten i Sydslesvig. Administrativt hører kommunen under Slesvig-Flensborg kreds i den nordtyske delstat Slesvig-Holsten. Kommunen samarbejder på administrativt plan med andre kommuner i omegnen i Arns Herred kommunefællesskab (Amt Arensharde). I kirkelig henseende hører Jydbæk historisk under Michaelis Sogn (Slesvig landsogn), nu Jydbæk-Isted Sogn. Sognet lå i Arns Herred (Gottorp Amt), da området tilhørte Danmark. 
Byen er stationsby på banestrækningen Slesvig-Husum.

## Geografi
Jydbæk er beliggende nordvest for Slesvig på heden, hvor jorderne er sandede. 
Kommunen består af selve landsbyen Jydbæk og koloniststedet Frederikså, som opstod i 1700-tallet som led i kongens hedekolonisation og som har fået navn efter Frederik 5. Mod nordøst grænser kommunen til Gammellund Sø, som har afløb af Jydbækken, som senere udmunder i Trenen. Andre vandløb i omegnen er Sølvested Å og Belligå. Sydvest for Jydbæk mod Sølvested ligger moseområdet Belligmose.

## Historie
Byen omtales første gang i 1391 som Judbu (Jydeby), senere blev vandløbets navn overført til stedet (måske som *Jyde(bæk)by). Byen lå en af de fem Angelboveje på den jyske højderyg. Byen hørte under Slesvig landsogn (Michaelis Sogn), inden den fik i 1913 en egen kirke.